# Механотерапия
Механотерапия (от греч. mechano — механизм + therapeia — лечение) — направление реабилитации с применением специальных устройств и тренажеров.

## Описание
Термин «механотерапия» появился в XIX веке, его трактовка много раз изменялась вслед за развитием медицинской науки.
Автор механотерапии — шведский физиотерапевт, академик Шведской Академии наук Густав Цандер. В 1865 г. он основал в Стокгольме медико-механический институт, в котором использовал механизмы для активно-пассивных упражнений при восстановлении функций суставов и мышц после травм и для лечения болезней обмена веществ.
В России цандровские клиники открылись в начале XX века в Петербурге, Москве, Киеве, Одессе, Ессентуках.
Механотерапия является важной составляющей физической реабилитации благодаря её тонизирующему и трофическому (замещение и компенсация образовавшегося дефекта путём регенерации) воздействию на опорно-двигательный аппарат человека, формированию функциональных компенсаций, обратному благоприятному развитию атрофических и дегенеративных процессов, нормализации функциональной целостности и деятельности организма.
Механотерапию используют как основное средство реабилитации, так и вспомогательное при применении лечебной физкультуры, лечебной гимнастики, массажа и физиотерапии. Это обусловлено лучшей локализацией действий соответствующих упражнений, регулированием колебаний, нагрузок, сжатия-растяжения мышц, движений и общего количества работы на каждом отдельном участке под бдительным контролем физического реабилитолога и/или соответствующего врача.
Кроме использования механотерапии на конечностях и позвоночнике, американские физиологи и стоматологи используют локальную механотерапию для лечения неправильного прикуса у детей 9-12 лет.
В зависимости от желаемого результата, специалист может рекомендовать использовать аппараты для самостоятельного выполнения активных или пассивных движений больной конечностью, или же локальные при посторонней помощи (механизмов или человека).

## Механотерапевтические аппараты

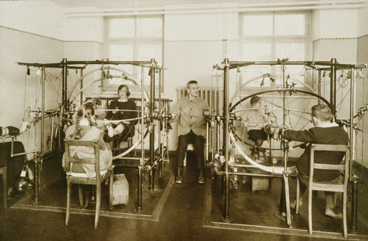
«Меридиан», универсальный механотерапевтический комплекс, Цюрих, Швейцария, 1918 г.

Все механотерапевтические аппараты подразделяются на несколько категорий по размерам, технике и месту действия. При этом нагрузка на сустав и мышечные группы дозируется при смене веса груза и положения его на штанге, угла, под которым установлен маятник, частоты вынужденных колебаний, длительности процедуры.
Аппараты пассивного действия — движения больного осуществляются и облегчаются закреплёнными рычагами аппарата, работают благодаря специальному приводу (мотору).
Аппараты активного действия — когда пациент самостоятельно прикладывает усилия для движения рычагов аппарата.
Классификация механотерапевтических аппаратов:
- комбинированные аппараты (тренажёры — велотрек, беговая дорожка, гимнастические спортивные комплексы-тренажеры);
- аппараты, которые помогают выделять отдельные фазы произвольных движений, — поддерживающие, фиксирующие аппараты (блочные приспособления для выделения движений в отдельных суставах);
- аппараты, которые помогают учитывать и точно оценивать эффективность восстановления движения (угломеры, динамометры, гониометры и др.).

Тренажёры для механотерапии рекомендованы для проведения индивидуальных и групповых занятий в соответствующих залах с комплексным оснащением в отделениях реабилитации неврологического, ревматологического, ортопедо-травматологического профиля стационаров, санаторно-курортных и реабилитационных центрах, поликлиниках.
Главные задачи и цель механотерапии — постепенное адаптивное обучение правильным движениям после травм, дистрофии или атрофии — от примитивных до сложных с целью полного или лучшего восстановления функциональности тела.
Во время лечебно-оздоровительного сеанса на аппарате осуществляется мультисенсорное влияние на опорно-двигательный и нервно-рецепторный аппараты, что проявляется восстановлением мышечного тонуса и увеличением объёма движений. Это оптимальное сочетание в лечении заболеваний позвоночника и суставов, а также в решении ряда эстетических проблем тела
Самое главное при этом — нагрузка на сердце со стороны механотерапии организма минимальна.
Современные роботизированные и компьютеризированные механотерапевтические аппараты, кроме локального и общего укрепления организма, также позволяют уменьшить количество и силу спазмов, снизить дефицит правой/левой стороны тела, улучшить работу пищеварительной и мочевыделительной систем, повысить личную мотивацию пациентов к выполнению физических упражнений.

## Показания

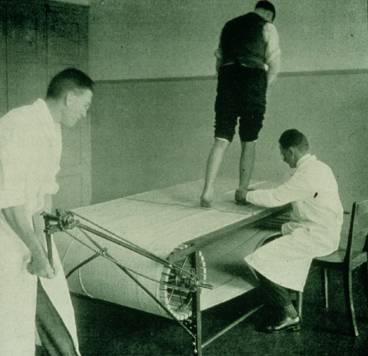
Первая в мире беговая дорожка Ричарда Щерба, Цюрих, Швейцария, 1927 г.

Терапия доказала свою эффективность после артролиза, тенолиза, миолиза и синовектомии.
Отсутствие излучений и теплового воздействия позволяют проводить эффективные реабилитационные мероприятия у пациентов с онкологическими заболеваниями после резекции опухоли с замещением костного дефекта аутогенными, аллогенными трансплантатами и металлическими имплантами.
Показаниями к механотерапии также являются остаточные явления после травм и заболеваний опорно-двигательного аппарата, которые проявляются слабой подвижностью суставов, контрактурами, рубцовыми сращениями мягких тканей; ревматизм, парезы, параличи, ожирение. Кроме того, механотерапию используют как главный фактор реабилитации при мышечной недостаточности и повреждениях целостности позвонков и возникающих из-за этого болезней (параплегия, тетраплегия)
Также, этот способ физической реабилитации позволяет снижать риск тромбоэмболических осложнений и является хорошей профилактикой развития контрактур суставов конечностей у пациентов с осложнениями спинальных травм и заболеваниями нервной системы. Кроме того, он укрепляет органы и составляющие кровеносно-сосудистой и дыхательной систем, нервно-мышечного аппарата, при нарушениях осанки (сколиозы I—II ст.), острых нарушениях мозгового кровообращения (инсульт, рассеянный склероз, болезнь Паркинсона, гемипарез, гемиплегия).
При проведении занятий с применением тренажёров необходимо придерживаться определённых правил:
- не начинать занятия сразу после приёма пищи;
- перед занятиями на механотерапевтических тренажерах рекомендуется выполнить несколько упражнений для разминки, растяжения мышц;
- начинать занятия необходимо с минимальной нагрузки на пациента, продолжительностью 5-10 минут;
- продолжительность занятий, скорость, нагрузку следует увеличивать постепенно, не допуская чрезмерной нагрузки;
- по возможности следить за частотой пульса;
- регулярные короткие тренировки эффективнее, чем длительные;
- рекомендовано проводить занятия через день;
- реабилитационный процесс наиболее эффективен, если тренировки не сопровождаются ощущением усталости.

В конце занятия следует постепенно снижать скорость работы. После тренировок на тренажерах следует выполнить несколько упражнений на растягивание мышц.
Важным является и психологический настрой пациента, когда упражнения выполняются с энтузиазмом.

## Противопоказания
Существует и ряд противопоказаний.
В первую очередь, это воспалительные и гнойные процессы в тканях, окружающих сустав, на которых непосредственно планируется проводить лечебные манипуляции.
Противопоказаниями также будут и рефлекторные контрактуры, резкие ограничения движений в суставах и ослабление мышц, функциональная неспособность конечности, значительная деформация и/или раздробленность суставов, недостаточная консолидация костной мозоли при переломах, наличие синергии (сопутствующих движений) и резких болей.
Негативное влияние также принесут такие манипуляции у больных остеопорозом, тромбозом глубоких вен и венул конечностей, при эндопротезировании, повреждении коллатеральных связок и повышенной температуре тела (последнее может свидетельствовать о воспалительных процессах в организме), болезни почек и беременности.
Предупреждение к использованию механотерапии также выносят людям с тяжёлыми и средней тяжести формами гемофилии — неправильная фиксация сустава в аппарате может привести к кровоизлиянию в суставную сумку (гемартрозы), а конечности — в мышечные ткани (гематомы).
Мало положительного результата можно получить и при использовании механотерапии у лиц со спастическим ДЦП — из-за необходимости прочной фиксации аппарата вероятны повреждения конечностей больного и/или выведение из строя оборудования. Для предупреждения спастики и тремора, которые сводят на нет работу реабилитолога, стоит предварительно прокалывать соответствующие расслабляющие внутримышечные лекарства.

## История

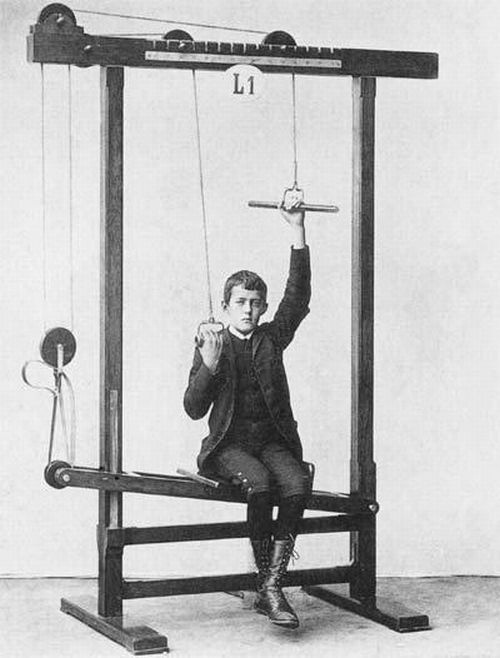
Вытяжение позвоночника на аппарате Густава Цандера

Своё начало механотерапия ведёт с IV в. н. э., когда в Древнем Риме врач Каелиус Ауреналиус (Caelius Aurelianus) предложил использовать для реабилитации наряду с физическими упражнениями, лечебным массажем и ваннами примитивные мини-конструкции для пассивных движений в суставах.
В Кракове (Польша), хирург Людвиг Бирковский организовал в 1837 г. гимнастико-ортопедическое учреждение, а через 4 года подобное заведение открыл в Познани Теофил Матецкий.
Значительно позже, в 1857 году физиотерапевт, ортопед, профессор анатомии Уппсальского университета Густав Цандер представил широкой врачебной и научной общественности ряд своих аппаратов-изобретений из дерева, кожи и металла, которые давали возможность точного дозирования упражнений на отдельные группы больных мышц и суставы. Его аппараты делились на три группы:
- для активных движений (по принципу 2х-плечевого рычага с подвесным весом);
- для пассивных движений (за счёт электричества заставляли больного выполнять ряд движений без усилий с его стороны);
- специальные (для вытягивания позвоночника у детей со сколиозом).

По инициативе Цандера в 1865 году в Швеции был учреждён медико-механический институт, где проводились исследования влияния физических упражнений на различные отклонения в работе опорно-двигательного аппарата человека.
В 1904 в Лозанне (Швейцария) врач Чарльз Шольдер основал собственный ортопедический институт и создал аппарат «Arthromotor», который до сих пор позволяет выполнять пассивные и активные движения в суставах, точно устанавливать количество движений в минуту и может подстраиваться под исходное положение травмированной конечности.
В 1866 в Польше вышла в печать научная работа И. Вагнера «Домашняя гимнастика». Эта работа была настолько популярной, что трижды была растиражирована.
С. Ф. Федоров (1946) считал механотерапию обязательным компонентом комплексного лечения больных с контрактурами суставов. М. С. Певзнер (1955) с достаточно позитивными результатами применял механотерапию при поражении лучевого нерва. Под её влиянием отмечено улучшение функции руки, уменьшение сгибательной контрактуры, повышение динамической силы кисти.
Передовые зарубежные и отечественные учёные Рейбмайер А. (1894), Янченко А. И. (1909), Крамаренко В. К. (1948), Гандельсман А. Б. (1952), Мошков В. Н. (1954) и другие указывали на необходимость разборчивого и продуманного отношения к аппаратам механотерапии. Они предостерегали от необдуманного использования аппаратов только для разнообразия занятий.
Много механотерапевтических аппаратов было изобретено немецким врачом Г. Герцем. К ним относятся аппараты: 1) сопротивления; 2) для гимнастики с самоопорой; 3) для активных движений; 4) для пассивных движений; 5) вибрационные аппараты.
В 1957 году немецкий врач М. Крукенберг изобрёл и начал применять аппараты для активных движений с маятниками, причём маятники были разной длины и нагружались грузом. М. Крукенберг применял переносные аппараты для пальцевых, лучево-запястного и локтевого суставов, разработал для всех маятниковых аппаратов неподвижные штативы; у большинства его аппаратов использовались подшипники. Аппараты Крукенберга применялись для воздействия на самые разнообразные суставы.
На сегодняшний день механотерапия в мире достаточно распространена, особенно в Америке. Этому виду физреабилитации учат исключительно физиотерапевтов и массажистов, хотя в некоторых университетах США по механотерапии можно даже получить научную степень. В отличие от большинства постсоветских и европейских стран, в Америке механотерапия, в большинстве случаев, является не лечебным, а исключительно смотровым комплексом действий, когда полученные данные о работе суставов, мышц и тканей передаются соответствующим врачам для дальнейшей комплексной физической реабилитации.